# Aspach (Alto Rin)
Aspach es una comuna francesa, situada en el departamento de Alto Rin, en la región  de Alsacia. 

## Demografía
| 548 | 568 | 629 | 758 | 887 | 981 |
| Para los censos de 1962 a 1999 la población legal corresponde a la población sin duplicidades (Fuente: INSEE [Consultar]) |     |     |     |     |     |